# Mesochaetopterus capensis
Mesochaetopterus capensis är en ringmaskart som först beskrevs av McIntosh 1885.  Mesochaetopterus capensis ingår i släktet Mesochaetopterus och familjen Chaetopteridae. Inga underarter finns listade i Catalogue of Life.